# Juan Egidio
Juan Egidio fue un matemático español del cual se conservan en la Biblioteca Colombina las dos obras siguientes:
- Tabla de las igualaciones de los planetas
- De utilitate et Praesencia Matematicarum Artium

Se carece de noticias biográficas de este personaje. Creen algunos que era sevillano, pero no consta de un modo cierto. Hay varios autores del mismo nombre.